# Papirius Vitalis
Papirius Vitalis war ein römischer Maler, der um 200 tätig war.
Er ist nur durch eine in Rom gefundene Grabinschrift bekannt, die er zum Andenken an seine verstorbene Frau setzte und in der er sich selbst als Maler („pictor“) bezeichnet.